# مادیاراگردی
مادیارااِگرِدی (به مجاری:  Magyaregregy) یک شهرداری در مجارستان است که در ناحیه کوملو واقع شده‌است. مادیارگرگی ۲۶٫۸۱ کیلومتر مربع مساحت و ۸۲۴ نفر جمعیت دارد.